# Batalla de Cartago Nova
|  | No s'ha de confondre amb Setge de Cartago Nova. |

La batalla de Cartago Nova, coneguda també com a batalla de Cartagena, va tenir lloc l'any 209 aC i va consistir en un assalt romà a la capital cartaginesa de la península Ibèrica, Cartago Nova, durant la segona guerra Púnica entre Cartago i la República Romana.

## Geografia
Cartago Nova estava situada en una península, unida al litoral per l'est gràcies a un estret istme. El costat nord de la ciutat estava protegit per un gran llac que alimentava d'aigües un canal que protegia l'oest de la ciutat. El costat sud de la ciutat estava encarat a la Mediterrània i, per tant, Cartago Nova era una ciutat molt ben protegida geogràficament i molt difícil de prendre a l'assalt.

## Rerefons estratègic
Publi Corneli Escipió va arribar a Hispània l'any 210 aC i va passar l'hivern organitzant el seu exèrcit, estimat en uns 15.000 soldats, alhora que organitzava l'atac sobre Cartago Nova. Els seus enemics eren els tres Generals de Cartago, Àsdrubal Barca, Magó Barca I Àsdrubal fill de Giscó. La relació entre aquests generals no era bona i els seus exèrcits estaven allunyats els uns dels altres. Àsdrubal estava en el centre de la península, Magó a la vora de Gibraltar i Giscó a la desembocadura del riu Tagus, avui riu Tajo. Tots ells ben bé a 10 dies de distància de Cartago Nova. Escipió va posar la flota sota comandament del seu amic Gai Leli, a qui va confiar els seus plans i ell mateix va agafar el comandament de les forces de terra i va avançar cap al sud a marxes forçades

## L'Atac
Van arribar a la ciutat en un temps sorprenent per les grans distàncies que van haver de recórrer. En 6 dies. Això va ser gràcies a les marxes forçades, que curiosament Publi Corneli Escipió també va fer a peu, en lloc de a cavall, com feien la majoria dels generals, per donar exemple al seu exèrcit. En arribar, Publi Corneli Escipió va desplegar el seu campament a través de l'istme, aïllant d'aquesta manera la ciutat del litoral. La flota romana, sota el comandament de Gai Leli, bloquejava la sortida al mar i així Cartago Nova es va trobar sense vies d'ajuda des de l'exterior.
Primerament un destacament de soldats de la ciutat van sortir per atacar, tot i que l'exèrcit Romà els superava en nombre. Per sorpresa de tots, la primera gran maniobra d'Escipió va ser retirar-se cosa que va fer que les tropes púniques s'allunyessin de les muralles i els defensors de la ciutat no els poguessin ajudar llançant javelines i oli calent. Després, a la batalla, tot i ser quintuplicats en nombre, els cartaginesos van resistir molt de temps. Però la superioritat en nombre dels romans i el fet que aquests poguessin anar rellevant les tropes de primera línia per unes altres que no estiguessin tan cansades i poguessin combatre igual o millor que les anteriors va fer que la sortida cartaginesa acabés en un gran matança. Això també complementat amb la mala organització de la retirada va fer que la majoria dels guerrers púnics acabessin morint.
L'endemà van organitzar un primer assalt a la ciutat atacant per dues bandes, per mar i per l'istme. Però no va servir de res perquè Cartago Nova era una ciutat molt ben protegida i difícilment cap soldat podia arribar a dalt de les muralles, i els pocs que hi van arribar van ser morts immediatament. Els atacs van ser continuats duran els següents cinc dies, i les defenses de la ciutat es van agrupar majoritàriament a la zona del port i a la porta, perquè ningú pensava que per la llacuna s'hi pogués passar. Aquest va ser el gran error de Magó.
A la nit del cinquè dia es van tornar a repetir els atacs, però amb un canvi. Un petit destacament de 500 homes d'infanteria lleugera comandats per Quint Trebel·li va creuar la llacuna aprofitant la baixa marea i va escalar la muralla. Com que no hi havia defensors van entrar a la ciutat fàcilment, i un cop dins van començar a atacar els soldat per la rereguarda i van obrir les grans portes perquè poguessin entrar la resta dels soldats. Al mateix temps, les forces navals van aconseguir de penetrar la ciutat pel sud i en poc temps la ciutat sencera va caure. Va ser una gran proesa perquè van conquerir una de les ciutats més ben protegides d'Hispània només amb 6 dies.

## Resultats
Amb la captura de Cartago Nova, a més de tots els subministraments militars que hi havia a la ciutat, els romans van prendre el control de tota la costa est de la península i també es van fer càrrec de l'explotació de les mines de plata de la zona.